# Bogislao XIV de Pomerania

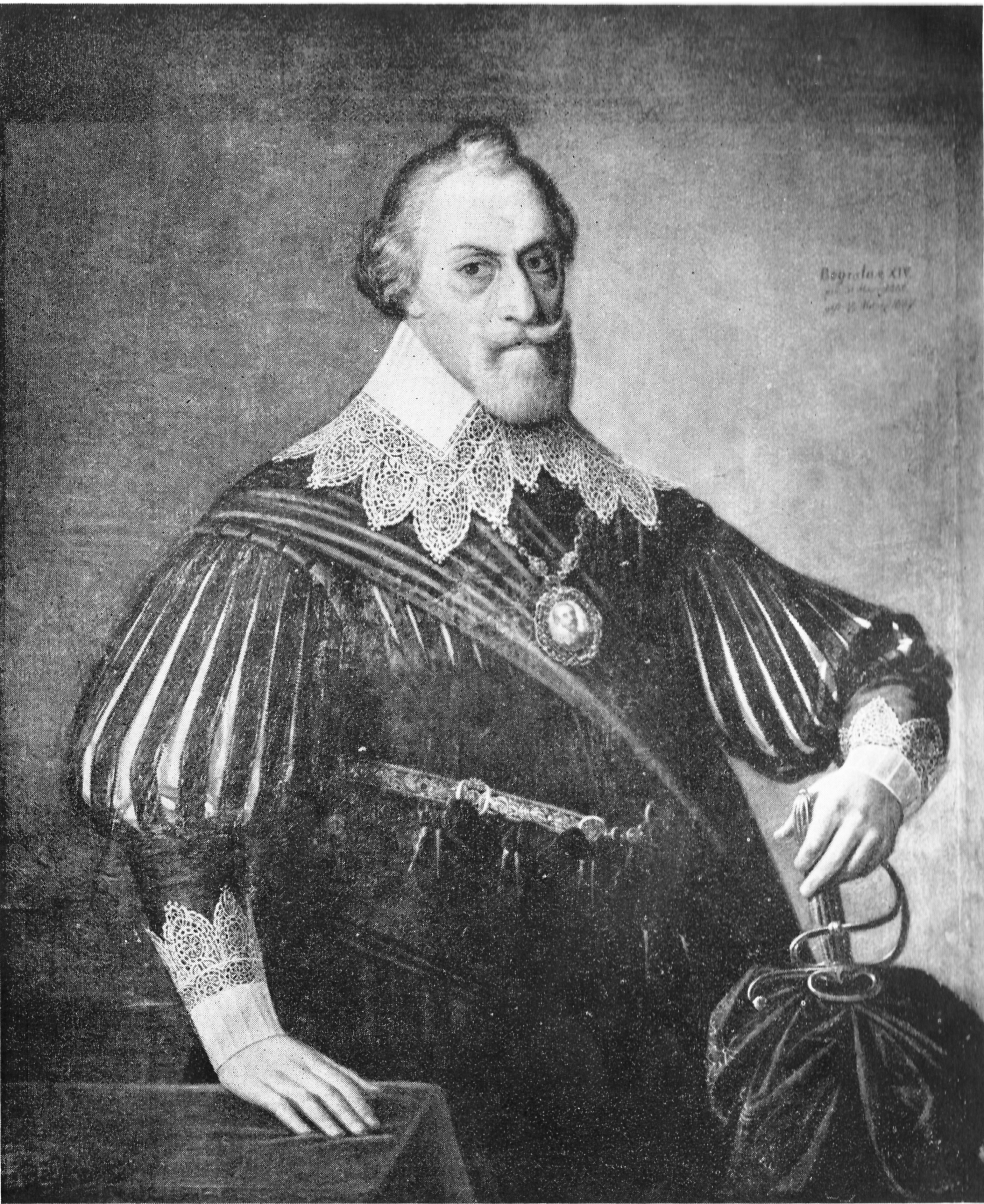
Bogislao XIV

Bogislao XIV (31 de marzo de 1580-10 de marzo de 1637) fue el último duque de Pomerania. También fue el administrador luterano del Principado episcopal de Cammin.

## Biografía
Bogislao nació en Barth como miembro de la Casa de Pomerania. Fue el tercer hijo del duque Bogislao XIII de su primera esposa Clara de Brunswick-Lüneburg. A la muerte de su padre en 1606, él y su hermano menor Jorge II se convirtieron en duques conjuntos de Rügenwalde (Darłowo). Jorge II murió en 1617, y Bogislao se convirtió en el único gobernante. En 1620 su dominio se incorporó al Ducado de Stettin, que heredó con la muerte de su hermano mayor Francisco. A principios de 1625 se convirtió en gobernante de toda Pomerania Occidental a la muerte del último duque de Wolgast, Felipe Julio.

## Matrimonio
El 19 de febrero se casó con Isabel (24 de septiembre de 1580 - 21 de diciembre de 1653), quinta hija de Juan II de Schleswig-Holstein-Sonderburg y de su primera esposa, Isabel de Brunswick-Grubenhagen.

## Guerra de los 30 Años
A pesar de sus intentos de evitar enredarse en la Guerra de los Treinta Años, Bogislao en la Capitulación de Franzburgo se vio obligado a permitir que las tropas imperiales comandadas por Albrecht von Wallenstein usaran sus territorios como base en 1627. A su vez, sus tierras se enredaron en la guerra, con todas sus desastrosas consecuencias. En la década de 1630, muchos de los nobles locales intentaron disminuir su poder, y este problema ocupó a Bogislao a principios de la década de 1630, causando un derrame cerebral que lo dejó parcialmente paralizado. En 1634 abdicó sin una sucesión clara que resultó en una lucha de poder constitucional entre sus familiares y el consejo de gobierno. Con los problemas constitucionales sin resolver, ningún problema masculino reconocido, y prácticamente toda Pomerania ocupada por tropas suecas e imperiales, Bogislao murió en 1637. Los conflictos y problemas que rodearon la sucesión personal y constitucional y el futuro general de Pomerania como ducado fueron de tal gravedad y la complejidad que dieron como resultado el aplazamiento del entierro del cuerpo de Bogislao por casi 20 años.

### Sucesión
La sucesión a sus tierras fue principalmente entre Jorge Guillermo de Brandeburgo, el heredero bajo un pacto entre las dos familias en 1464, y su cuñado Gustavo Adolfo, rey de Suecia, que había ocupado gran parte de Pomerania al entrar en la guerra de treinta años en 1629. Según la última voluntad de Bogislao, en caso de no sucesión con la Casa de Pomerania, sus tierras pasarían a Suecia, no a Brandenburgo-Prusia. Ambos, Suecia y Brandeburgo, explotaron no solo su posición como potencias militares y de ocupación superiores, sino también los conflictos de sucesión dentro de la propia Casa de Pomerania. Por lo tanto, cuando la asignación de territorio se decidió en la Paz de Westfalia, que concluyó la guerra en 1648, Pomerania fue dividida y los territorios se dividieron entre Suecia y Brandeburgo. Esto significó que la paz de Westfalia marcó el fin de Pomerania como una entidad política autónoma.

### Entierro
El 25 de mayo de 1654, casi siete años después de que Pomerania perdiera su independencia y solo después de la muerte de la esposa de Bogislao, Isabel de Schleswig-Holstein-Sonderburg, el cuerpo de Bogislao finalmente pudo ser enterrado en Stettin.
| Predecesor: Bogislao XIII | Duque de Pomerania 1617-1634 | Sucesor: Pomerania Sueca Brandeburgo-Prusia |

- Datos: Q571957
- Multimedia: Boguslaus XIV of Pomerania / Q571957